# SPK (zespół muzyczny)
SPK – australijski zespół industrialny, jeden z najważniejszych projektów pierwszej fali industrialu.

## Geneza nazwy, inspiracje oraz historia zespołu
Graeme Revell pracował jako pielęgniarz na oddziale szpitala psychiatrycznego, gdzie poznał Neila Hilla. Wkrótce Revell i Hill współnie wynajęli mieszkanie i zainteresowali się niemiecką, radykalną grupą marksistowską zwaną Sozialistisches Patientenkollektiv, z czego wzięli pomysł na nazwę zespołu.
Duet słuchał muzyków, którzy wywarli najsilniejszy wpływ na industrial, tj. Kraftwerk, Can, Neu!, Faust oraz Johna Cage'a.
Leichenschrei uchodzi w gronie entuzjastów industrialu za arcydzieło a zarazem album, który zamyka pierwszą falę gatunku.

## Koncerty i wydawnictwa koncertowe
SPK koncertowało intensywnie w pierwszej połowie lat 80. Do dziś pozostają zespołem, który dawał koncerty o możliwie najbrutalniejszym brzmieniu. Do najważniejszych wydawnictw koncertowych należą wydane na kasetach The Last Attempt at Paradise z 1982 oraz From Science to Ritual z 1983.

## Wydarzenia po rozwiązaniu grupy
SPK zakończyło działalność w 1988 roku. W efekcie rozwiązania zespołu, Revell przeprowadził się na stałe do Los Angeles, gdzie do dziś komponuje muzykę filmową. Zadebiutował ścieżką dźwiękową do popularnego pod koniec lat 80. thrillera  pt. Martwa cisza. 

## Dyskografia

### Albumy studyjne
- Information Overload Unit, 1981
- Leichenschrei, 1982
- Machine Age Voodoo, 1984
- Zamia Lehmanni: Songs of Byzantine Flowers, 1986
- Digitalis Ambigua: Gold & Poison - LP/CD - 1987

### Kasety
- The Last Attempt at Paradise, 1982
- From Science to Ritual, 1983

### Kompilacje
- Auto-Da-Fé, 1983